# Ирландский мох
Ирландский мох, или хондрус курчавый (лат. Chondrus crispus), — вид морских красных водорослей рода Хондрус (Chondrus) семейства Гигартиновые (Gigartinaceae).

## Описание
Слоевище обладает веерообразной формой, в длину бывает до 15 см, в ширину — до 10 см. Стебель сжатый, узкий, при образовании кустика ветвится надвое. Часто образует множественные отростки, шириной 2—15 мм.
Цвет слоевища изменчивый: от красновато-фиолетового в затенённых местах до светло-зелёного в открытых местах.
Может образовывать густые заросли, полностью покрывающие дно. 

## Ареал
Растёт на побережьях Северного Ледовитого и Атлантического океанов. Широко распространён на западном побережье Ирландии и восточном побережье США. Встречается в Белом, Баренцевом и в восточных морях России. 

## Применение
Ирландский мох готовят и едят как овощ, на вкус он достаточно слизистый и немного солоноватый. Водоросль используют для получения каррагена. В пищевой промышленности используется как загуститель. Ирландцы из высушенной водоросли делают порошок и используют для осветления пива.

## Научные исследования
Благодаря экономическому значению, C. crispus хорошо исследован с научной точки зрения. Его используют как модельный вид для исследований фотосинтеза, каррагинана, и ответных реакций. Геном был расшифрован в 2013 году и состоит из 105 млн п.о., содержит 9600 генов.